# Nuovo Trasporto Viaggiatori

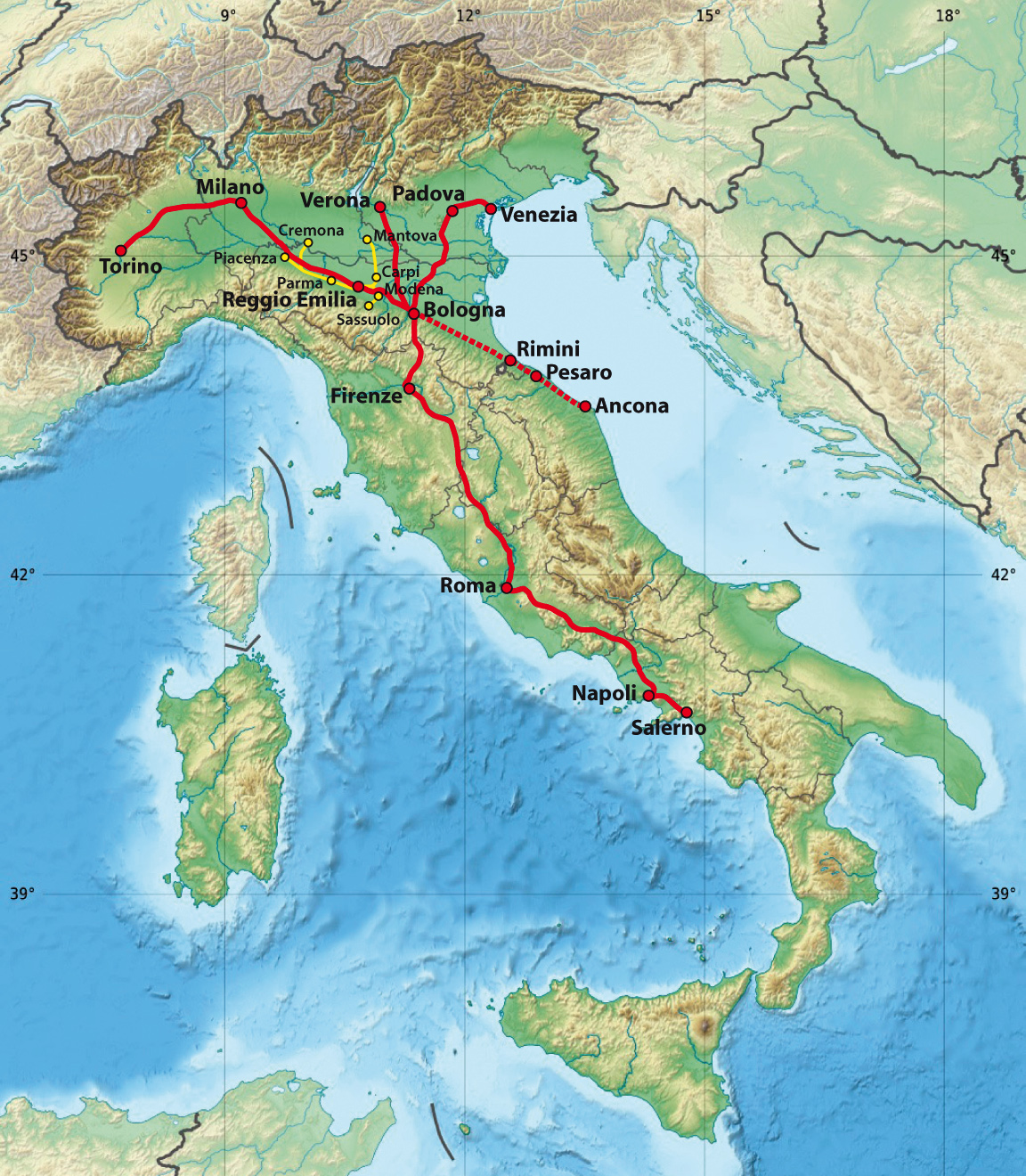
Trasy NTV

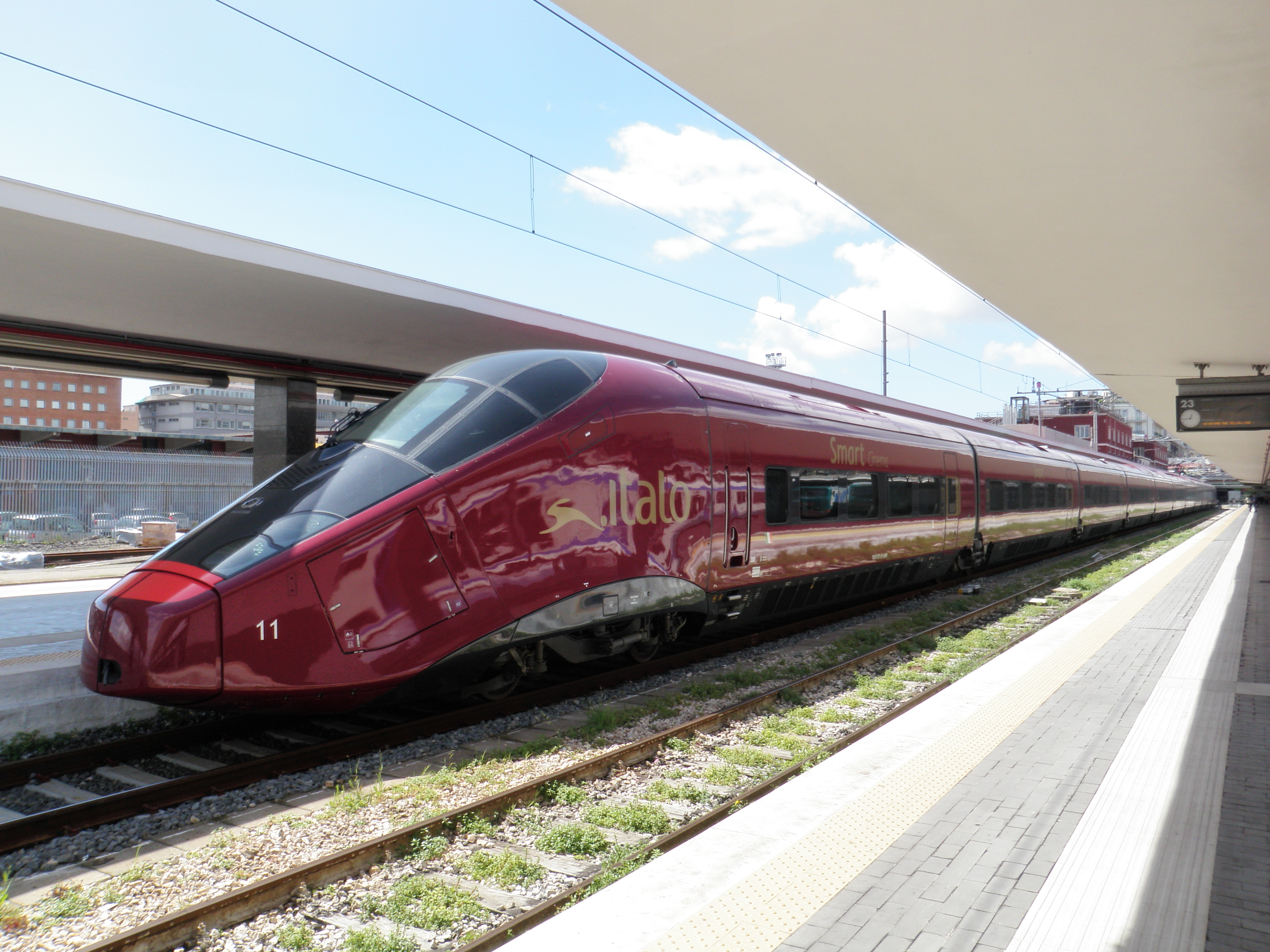
Pociąg NTV Italo

Italo - Nuovo Trasporto Viaggiatori S.p.A. (NTV) – włoski przewoźnik kolejowy. Pierwsza prywatna firma w krajach Unii Europejskiej oferująca transport szynowy elektrycznymi zespołami trakcyjnymi dużych prędkości. Spółka NTV została utworzona w 2006 roku. Działalność przewozową rozpoczęła 28 kwietnia 2012 roku.
Firma jest pierwszym konkurentem włoskiego państwowego przewoźnika Trenitalia na liniach kolejowych: Bolonia - Florencja, Florencja - Rzym, Mediolan - Bolonia, Neapol - Salerno, Rzym - Neapol i Turyn - Mediolan.  

## Historia
Firma NTV została założona w 2006 roku przez czterech włoskich przedsiębiorców: Lucę Cordero di Montezemolo, Diego Della Valle, Gianniego Punzo i Giuseppe Sciarone. W 2008 roku do spółki dołączyło jako partner strategiczny francuskie przedsiębiorstwo transportowe SNCF, które zakupiło 20% jej akcji.

## Tabor
W 2008 roku firma NTV zamówiła 25 elektrycznych zespołów trakcyjnych Alstom AGV (ETR 575). Dostawy taboru rozpoczęły się w 2011 roku. Pierwszy pociąg o nazwie Italo został zaprezentowany w grudniu 2011 roku. Pociągi osiągają prędkość do 300 km/h.

## Obsługiwane połączenia
NTV planuje obsługę ruchu pasażerskiego na następujących trasach: 
- Turyn - Mediolan - Bolonia - Florencja - Rzym - Neapol - Salerno
- Rzym - Bolonia - Wenecja
- Rzym - Neapol

Pociągi NTV kursują w relacji Neapol - Rzym - Florencja - Bolonia - Mediolan. Pod koniec 2012 roku, gdy do przewoźnika dotrze cała flota pociągów AGV, kursy zostaną przedłużone do Salerno, Turynu i Wenecji.